# 海地足球甲級聯賽
海地足球甲級聯賽（Division 1 Ligue Haïtienne；法語發音：[liɡ ajisjɛ̃n]）是海地足球協會舉辦的首個職業足球聯賽，共 16 支球隊角逐。

## 外部連結
- Haiti - List of Champions （页面存档备份，存于） at rsssf.com*League （页面存档备份，存于） at FIFA